# Goana după fericire
Goana după fericire este cel de-al cincelea album de studio al cântărețului român Bitză, lansat in 4 februarie 2010. Materialul a fost produs independent si distribuit cu Gazeta Sporturilor.

## Piese
| #  | Titlu                                        |
| -- | -------------------------------------------- |
| 1  | În direct                                    |
| 2  | Numele tău (cu Holograf)                     |
| 3  | Straight from the sun (cu B-Real & Young De) |
| 4  | E totu’ bine                                 |
| 5  | Pe strada mea (cu Maximilian)                |
| 6  | Banii nu tac                                 |
| 7  | Timpul curge în pahare                       |
| 8  | N-aș fi vrut să plec (cu Mario V)            |
| 9  | Altă zi, dupa noapte (cu Artan)              |
| 10 | Mai departe                                  |
| 11 | Vrrr of AutoTune                             |
| 12 | Întrebări Greșite                            |
| 13 | Vezi cum faci                                |